# 宜州 (辽朝)
宜州，中国辽朝时设置的州。属中京道。治所在弘政县（今辽宁省锦州市义县）。
本来是西汉辽西郡的交黎县，东汉改为昌黎县。东丹王每年秋天常在此地打猎。辽圣宗统和八年（990年）设崇义军节度使，辽兴宗以定州俘户置宜州。
金天德三年改为义州，属北京路，这也是今天义县名称的由来。元朝属大宁路，至正二年改属懿州路（该年懿州升为路）。明洪武年间废，在此地另置广宁后屯卫。

## 属县
下属两个县：
- 弘政县：州治，今义县九道岭镇复兴堡附近，金移治今义县治。
- 开义县：本为东京道海北州广化军，辽世宗置，今义县七里河镇开州屯。